# Sân bay Jamnagar
Sân bay Jamnagar (IATA: JGA, ICAO: VAJM) là một sân bay ở Jamnagar, Gujarat, Ấn Độ. Sân bay này thuộc sở hữu của Quân đội Ấn Độ và cho phép các chuyến bay thương mại từ một số hãng chọn lọc. Đây cũng là nơi hãng Reliance Industries có trụ sở ở đây sử dụng cho máy bay tư.
Ở sân bay này không được chụp ảnh đường băng và bên trong nhà ga.

## Các hãng hàng không và các tuyến điểm
- Air India
  - do Indian Airlines cung ứng (Mumbai)
- Kingfisher Airlines
  - do Deccan cung ứng (Mumbai)